# Rühle von Lilienstern

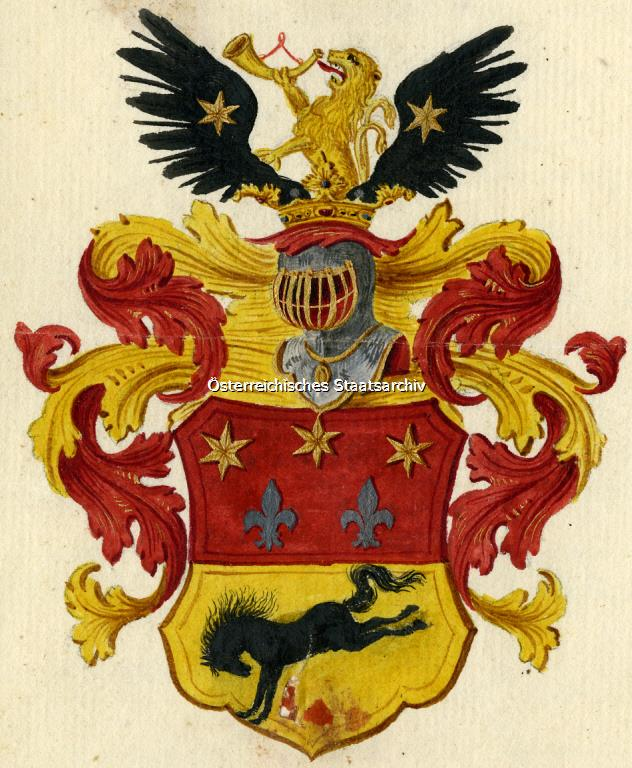
Wappen der Rühle von Lilienstern (1743)

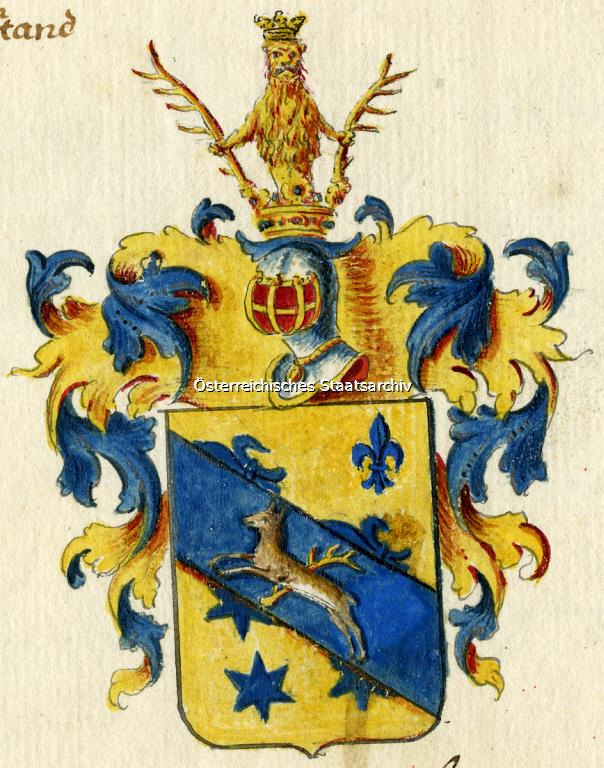
Wappen derer von Rühle (1768)

Rühle von Lilienstern ist der Name eines preußischen Briefadelsgeschlechts.
Die Rühle von Lilienstern sind nicht verwandt mit den Moeller-Lilienstern.

## Geschichte
Die Familie Rühle stammt ursprünglich aus Königsberg in der Neumark. 1719 kam sie nach Frankfurt am Main. Am 4. März 1743 wurde dort Jakob Christian Rühle, königlich preußischer und fürstlich nassau-oranischer Hofrat, und sein Bruder Georg Friedlieb Rühle von Kaiser Karl VII. mit Prädikat „von Lilienstern“ in den Adelsstand erhoben.
Am 27. März 1768 erhielt Kaspar Konrad Rühle, Apotheker zum Goldenen Kopf in Frankfurt und Mitglied des Ausschusses von Frankfurt, den Adelsstand mit dem Prädikat „von“ verliehen. Sein Sohn hieß Johannes von Rühle und war wie sein Vater Apotheker in Frankfurt. In der Literatur werden Kaspar Konrad von Rühle und seine Nachkommen ebenfalls als „Rühle von Lilienstern“ geführt.
Christian Wilhelm Rühle von Lilienstern (* 14. Dezember 1774), Sohn des Justizrats August Friedemenn Rühle von Lilienstern in Dillenburg, war 1810 Forstmeister in löwenstein-wertheimschen Diensten.
Ein Nachkomme, Jakob Friedrich Rühle von Lilienstern, Ritterschaftsrat zu Wittstock, war in der Prignitz begütert. Sein Sohn Johann Jakob Otto August Rühle von Lilienstern († 1847) erlangte die preußische Generalswürde. Ende des 19. Jahrhunderts war die Familie in der Mark nicht mehr ansässig oder wohnhaft.

## Bekannte Familienmitglieder
- August Friedemann Rühle von Lilienstern (1744–1828), Jurist, Publizist und Schriftsteller
- August Franz Friedrich Rühle von Lilienstern (1760–1826), herzoglich sachsen-hildburghäusischer Regierungsrat
- Ludwig Sebald Rühle von Lilienstern (1763–1788), Militär und kaufmännischer Assistent in holländischen Diensten
- Charlotte Rühle von Lilienstern, geborene Charlotte von Wolzogen (1766–1794), Jugendliebe Friedrich Schillers
- Otto August Rühle von Lilienstern (1780–1847), preußischer Generalleutnant und Schriftsteller
- Alfred Heinrich Rühle von Lilienstern (um 1845–1910), Stahlwerksdirektor in Sachsen
- Hugo Rühle von Lilienstern (1882–1946), Arzt und Paläontologe
- Hans Rühle von Lilienstern (1884–1966), Generalleutnant
- Hans Joachim Rühle von Lilienstern (1915–2000), deutscher Ökonom, während des Zweiten Weltkriegs SS-Hauptsturmführer der Reserve
- Helga Rühle von Lilienstern (1912–2013), Grafikerin und Historikerin
- Genoël von Lilienstern (Genoël Rühle von Lilienstern; * 1979), Komponist

## Besitzungen

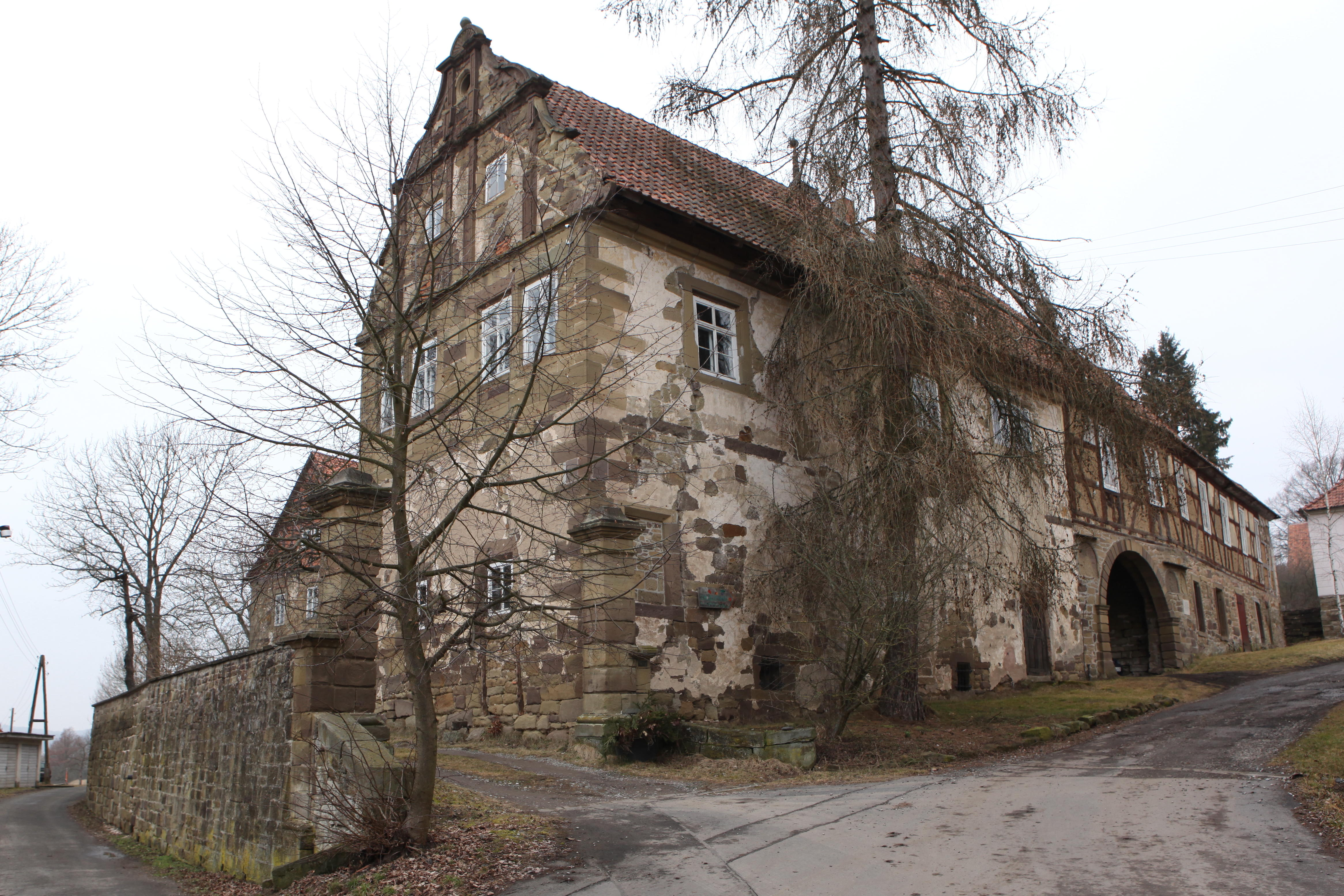
Schloss Bedheim

Die Familie hat verschiedene Güter und Schlösser besessen:
- Gut Königsberg in Königsberg in der Neumark (Ende 16. Jh. bis Mitte 18. Jh.)
- Schloss Eisenhammer, Hessen
- Schloss Rudelsdorf, Oberfranken
- Gut Königsberg in der Prignitz, Brandenburg
- Gut Friedenthal (1778 bis 1900)
- Schloss Bedheim, Thüringen (seit 1779 bis heute)[7]

## Wappen
- Blasonierung des Wappens von 1743: Von Rot und Gold geteilt. Oben zwei silberne Lilien, darüber drei goldene Sterne nebeneinander; unten ein schwarzes hinten ausschlagendes Pferd. Auf dem gekrönten Helm mit rot-goldenen Helmdecken inmitten eines offenen  beiderseits mit einem goldenen Stern belegten schwarzen Flug ein wachsender goldener Löwe, der in er rechten Pranke ein goldenes Jagdhorn in die Höhe hält. Alternativ ist die Tingierung auch Blau-Gold anstatt Rot-Gold.[6]
- Blasonierung des bürgerlichen Wappens von Kaspar Konrad Rühle gemäß Siegel von 1755: Gespalten. Vorne drei Sterne pfahlweise gestellt, hinten zwei halbe Lilien am Spalt. Auf dem Helm ein wachsender Löwe, ein Jagdhorn haltend.[8]
- Blasonierung des Wappens von 1768: In Gold ein blauer mit einem goldenen Hasen belegten Schrägrechtsbalken, der eine schräglinksliegende goldene Hirschstange überdeckt und über dem drei (1:2) blaue Lilien und unter dem drei (2:1) blaue Sterne schrägrechts jedoch so stehen, dass der Balken die unteren beiden Lilien und die oberen beiden Sterne halb bedeckt. Auf dem gekrönten Helm mit blau-goldenen Decken ein vor sich hingekehrter goldener gekrönter wachsender Löwe zwischen zwei goldenen Hirschstangen, die der Löwe angreift.[3]